# Serbien i Junior Eurovision Song Contest
Serbien debuterade i Junior Eurovision Song Contest 2006 och har till och med 2022 deltagit 14 gånger. Redan 2005 hade man deltagit i form av Serbien och Montenegro. Serbiens bästa resultat hittills kom 2007 när Nevena Božović representerade Serbien med låten "Piši mi", som slutade på en tredje plats. Serbien återvände till tävlingen 2014 efter att ha varit frånvarande tre tävlingar. 

## Deltagare
| År                               | Artist                              | Bidrag                                                | Översättning               | Plats | Poäng |
| -------------------------------- | ----------------------------------- | ----------------------------------------------------- | -------------------------- | ----- | ----- |
| 2006                             | Neustrašivi učitelji stranih jezika | "Učimo strane jezike" (Учимо стране језике)           | Vi lär oss främmande språk | 5     | 81    |
| 2007                             | Nevena Božović                      | "Piši mi" (Пиши ми)                                   | Skriv till mig             | 3     | 120   |
| 2008                             | Maja Mazić                          | "Uvek kad u nebo pogledam" (Увек кaд у небо погледaм) | Närhelst jag ser på himlen | 12    | 37    |
| 2009                             | Ništa Lično                         | "Onaj pravi" (Онаj прави)                             | Den rätta                  | 10    | 34    |
| 2010                             | Sonja Škorić                        | "Čarobna noć" (Чаробна ноћ)                           | Den magiska natten         | 3     | 113   |
| Deltog inte mellan 2011 och 2013 |                                     |                                                       |                            |       |       |
| 2014                             | Emilija Ðonin                       | "Svet u mojim očima" (Свет у моjим очима)             | Världen i mina ögon        | 10    | 61    |
| 2015                             | Lena Stamenković                    | "Lenina pesma" (Ленина песма)                         | Lenas sång                 | 7     | 79    |
| 2016                             | Dunja Jeličić                       | "U la la la" (У ла ла ла)                             | –                          | 17    | 14    |
| 2017                             | Irina Brodić & Jana Paunovič        | "Ceo svet je naš" (Цео свет је наш)                   | Hela världen är vår        | 10    | 92    |
| 2018                             | Bojana Radovanović                  | "Svet" (Свет)                                         | Världen                    | 19    | 30    |
| 2019                             | Darija Vračević                     | "Podigni glas" (Подигни глас)                         | Höj din röst               | 10    | 109   |
| 2020                             | Petar Anićič                        | "Heartbeat"                                           | Hjärtslag                  | 11    | 85    |
| 2021                             | Jovana och Dunya                    | "Oči Deteta" (Children's Eyes)                        | Barns ögon                 | 13    | 86    |
| 2022                             | Katarina Savić                      | Svet bez granica                                      | En värld utan gränser      | 13    | 92    |
| Deltar inte sedan 2023           |                                     |                                                       |                            |       |       |